# Ätlig groda
Ätlig groda (Pelophylax kl. esculentus) är en delvis fertil hybrid mellan gölgroda och sjögroda som förekommer i Europa. 

## Taxonomi
Ätlig groda är inte en art, utan en delvis fertil hybrid, en så kallad klepton eller synklepton (kl.), mellan gölgroda (Pelophylax lessonae) och sjögroda (Pelophylax ridibundus). Stamarterna fördes tidigare till släktet Rana men placeras nu i släktet Pelophylax varför även ätlig groda förs till detta släkte. I naturen parar sig honor av ätlig groda oftast med hanar från någon av stamarterna, varför hanar av ätlig groda sällan lämnar avkomma genom detta sexuella urval.[källa behövs] Tillväxten hos ätlig groda är något snabbare än hos stamarterna. 

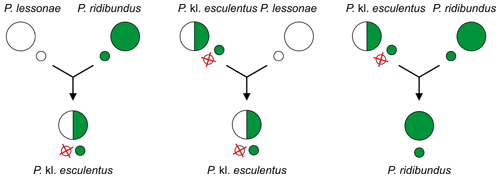
Exempel av korsningar mellan gölgroda (Pelophylax lessonae) och sjögroda (Pelophylax ridibundus) och deras hybrider - ätlig groda (P. kl. esculentus). Den första hybridformen representerar den första hybridgenerationen, den andra är den mest spridda hybridformen.

Det finns bestånd, exempelvis det svenska, som lever utan kontakt med stamarterna. Dessa bestånd består av diploida hybrider (LR) tillsammans med tripoida hybrider (LLR eller LRR) som förser avkomman med L- eller R-genom.

## Utseende
Hanarna blir 5–9 cm långa och honorna 6–11 cm, vilket betyder att det är en relativt storvuxen groda. Den är vanligtvis olivgrön med svarta fläckar men färgen kan variera. och lever främst i våtmarksområden, sjöar och långsamrinnande vattendrag. Den kan även förekomma i konstgjorda vattensamlingar som dammar och bevattningskanaler.

## Utbredning
Ätlig groda finns i stora delar av Europa med undantag för de allra sydligaste delarna, och följer i stort stamarternas utbredning. Den saknas dock i stora delar av Balkan, i större delen av Italien, med undantag av Podalen, samt i Skandinavien utom delar av Danmark och södra Sverige. Österut förekommer den fram till Ryssland. Den har introducerats till Spanien och Storbritannien.

### Förekomst i Skandinavien
I Danmark förekommer ätlig groda sällsynt och lokalt på Jylland, likaledes sällsynt på Fyn men mera vanlig på öarna söder därom, mera glest på Själland samt ett antal mindre öar, av vilka Bornholm är den största.
Det är osäkert om det svenska beståndet av ätlig groda utgör en reliktpopulation eller om det är introducerat. Från att ha varit okänd i Sverige upptäcktes den av Anders Retzius i Gusums bruk i Östergötland på 1820-talet och några år därefter av baron M von Düben i trakterna av Börringesjön i Skåne. Under de följande åren påträffades den på fler håll i sydvästra Skåne.
I Sverige har den ätliga grodan sitt starkaste fäste i sydvästra Skåne. I övrigt förekommer den endast i isolerade populationer i Östergötland och, efter inplantering, på Öland.[när?] Så sent som på 1990-talet förekom även små populationer på Österlen, vid Flohult i Småland och vid Fyrisån söder om Uppsala, men dessa är troligen utdöda. I sydvästra Skåne ökar den dock. Alla groddjur är dock fridlysta i Sverige.

## Ekologi

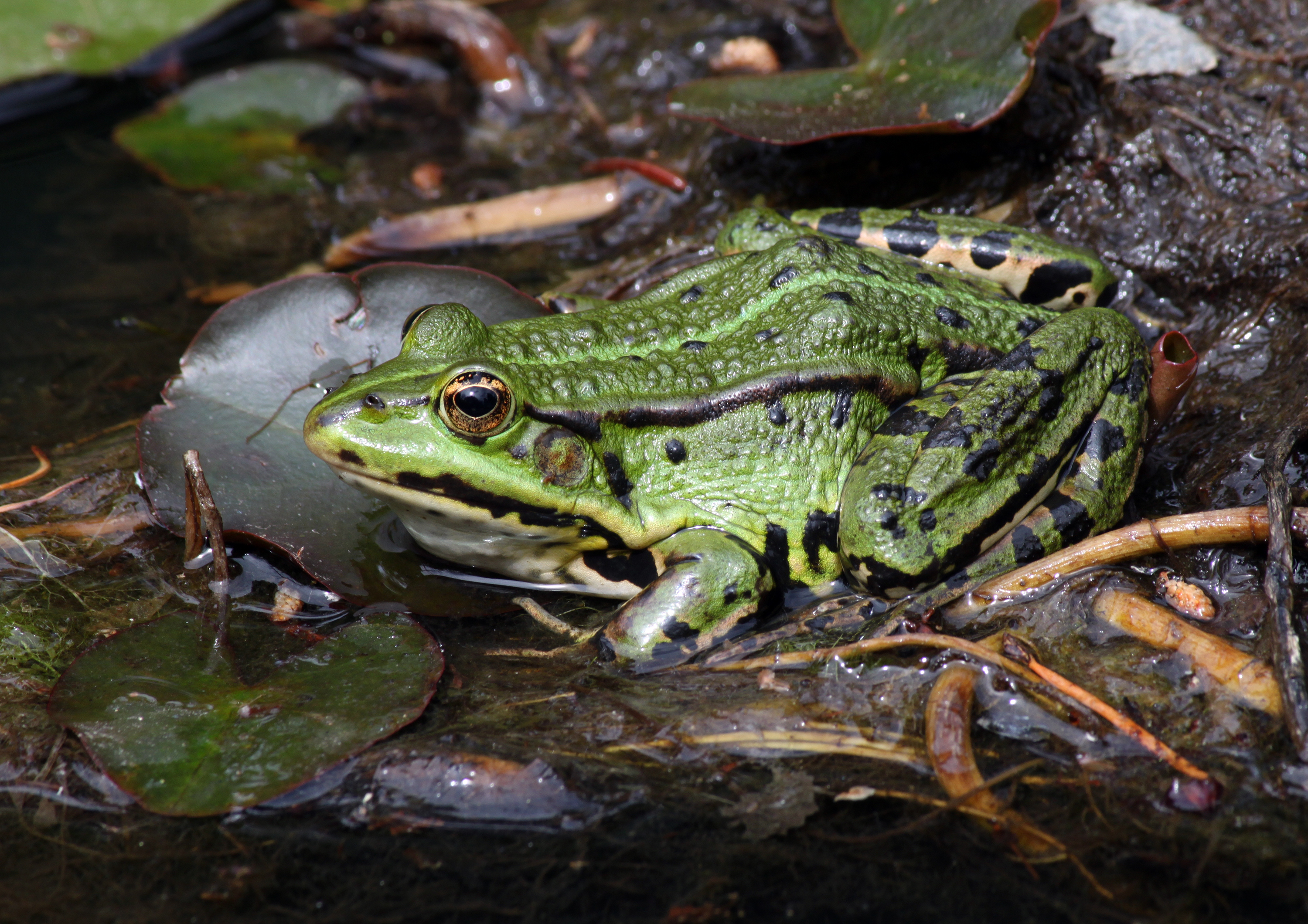
Ätlig groda i träskmarken

Ätlig groda lever av leddjur, sniglar, maskar, grodor och grodyngel, ödlor och i mindre utsträckning fågelungar och möss. Kannibalism förekommer.

## Namn
Dess svenska trivialnamn har den fått utifrån det delvis felaktiga antagandet att det är just den grodan vars bakben äts, framför allt i Frankrike, i form av maträtten grodlår. I själva verket är alla Rana-arter ätliga och bidrar till maträtten.[källa behövs]